# Ekaterini Stefanidi

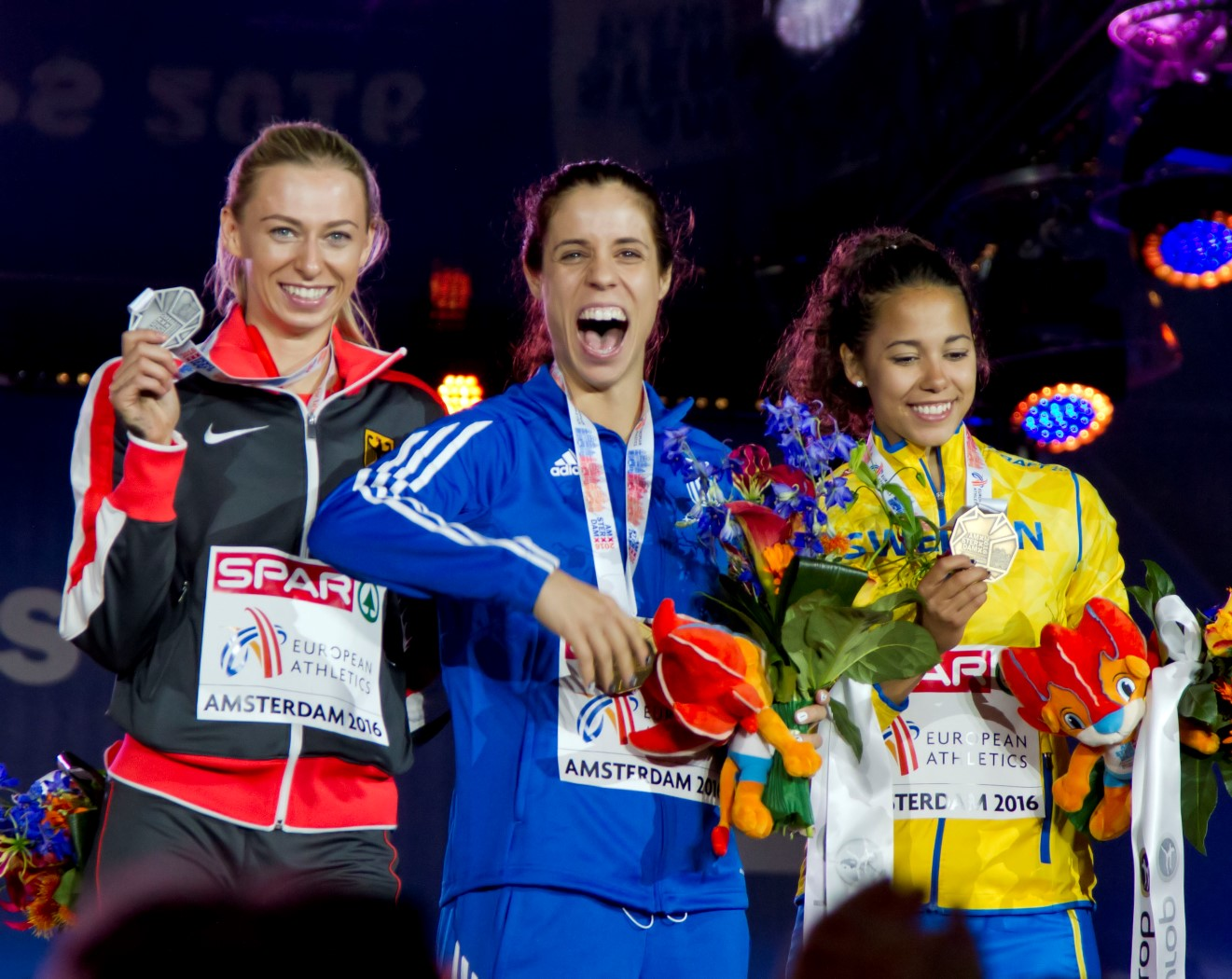
Het podium op de EK van 2016 in Amsterdam met in het midden Ekaterini Stefanidi, geflankeerd door Lisa Ryzih (links) en Angelica Bengtsson (rechts).

Ekateríni (Katerína) Stefanídi (Nieuwgrieks: Αικατερίνη (Κατερίνα) Στεφανίδη) (Athene, 4 februari 1990) is een Griekse atlete, gespecialiseerd in het polsstokhoogspringen. Ze vertegenwoordigde haar vaderland op de Olympische Spelen van 2012 in Londen, de Olympische Spelen van 2016 in Rio de Janeiro en de Olympische Spelen van 2020 in Tokio. Dat leverde haar in 2016 de olympische titel op.

## Carrière

### Jeugd
Stefanidi is de dochter van de voormalige atleten Georgios Stefanidis en Zoi Vareli, die beiden op internationaal niveau uitkwamen op respectievelijk het hink-stap-springen en de sprint. Een jongere zuster van haar en haar echtgenoot waren allebei eveneens polsstokhoogspringers.
Reeds als middelbare scholier etaleerde Stefanidi haar talenten door eerste te worden bij zowel nationale als internationale schoolkampioenschappen. Van haar elfde tot haar veertiende verbrak zij alle wereldrecords in haar leeftijdsgroep en toen zij vijftien jaar oud was verbeterde zij het wereldrecord voor atleten onder de achttien jaar (U18) met een sprong over 4,37 m.

### Wereldkampioene U18
Haar eerste internationale ervaring deed Stefanidi in 2005 op bij de wereldkampioenschappen voor atleten onder achttien jaar in Marrakesh; ze werd wereldkampioene polsstokhoogspringen met een sprong over 4,30. Twee jaar later behaalde de Griekse in Ostrava de zilveren medaille op ditzelfde toernooi. In 2008 sleepte Stefanidi in Bydgoszcz de bronzen medaille in de wacht op de wereldkampioenschappen U20. In datzelfde jaar verwierf zij een studiebeurs aan de Stanford-universiteit in de Verenigde Staten en begon zij uit te komen voor het atletiekteam van Stanford, de Stanford Cardinal. Een van haar eerste wapenfeiten daar was een sprong over 4,13, een schoolrecord voor nieuwkomers. Daarna werd zij in 2010 met een sprong over 4,30 vijfde op de NCAA-indoorkampioenschappen, een jaar later gevolgd door een vierde plaats op de NCAA-outdoorkampioenschappen met een sprong over 4,25. Het schoolrecord had zij toen al vele malen verbeterd.

### Eerste successen bij de senioren
In 2011 eindigde Stefanidi op de NCAA-indoorkampioenschappen met 4,40 als tweede en werd op de NCAA-outdoorkampioenschappen met dezelfde hoogte derde. Daarna veroverde de Griekse op de Europese kampioenschappen onder-23 van dat jaar de zilveren medaille. Op haar eerste seniorentoernooi, de Universiade 2011 in Shenzhen, legde Stefanidi ten slotte beslag op de bronzen medaille.
Het jaar 2012 startte Stefanidi met het verbeteren van haar schoolrecord tot 4,48, alvorens op de NCAA-kampioenschappen haar eerste titel te veroveren met een sprong over 4,45. Kort voor haar deelname aan de Europese kampioenschappen in Helsinki kwam de Griekse in Livermore (Californië) tot een sprong over 4,51, een Grieks U23-record. In Helsinki kwalificeerde ze zich met 4,40 voor de finale, waarin ze echter haar aanvangshoogte miste. Tijdens de Olympische Spelen in Londen werd Stefanidi al in de kwalificatieronde uitgeschakeld.
Op de Europese indoorkampioenschappen van 2013 in Göteborg strandde de Griekse eveneens in de kwalificaties. Het werd geen succesjaar voor de Griekse, die te kampen kreeg met blessures en met een beste sprong over 4,45 dat jaar haar PR niet wist te verbeteren.

### EK-successen
In Zürich nam Stefanidi deel aan de EK in Zürich. Op dit toernooi behaalde ze de zilveren medaille. Op 24 augustus 2014 boekte de Griekse tijdens de Birmingham Grand Prix haar eerste zege in de IAAF Diamond League.
Tijdens de EK indoor van 2015 in Praag sleepte Stefanidi de zilveren medaille in de wacht. Op de wereldkampioenschappen in Peking dat jaar werd de Griekse uitgeschakeld in de kwalificaties.

### Europees en olympische kampioene in een jaar
In Portland nam Stefanidi deel aan de WK indoor van 2016. Op dit toernooi behaalde ze de bronzen medaille. Tijdens de EK in Amsterdam werd de Griekse Europees kampioene polsstokhoogspringen. Vervolgens zette Stefanidi kort daarna de kroon op haar carrière door op de Olympische Spelen in Rio de Janeiro de olympische gouden medaille in het polsstokhoogspringen te veroveren.
Op de wereldkampioenschappen atletiek 2017 in Londen veroverde ze een gouden medaille. Met een beste poging van 4,91 bleef ze de Amerikaanse Sandi Morris (zilver; 4,75) en Venezuelaanse Robeilys Peinado (brons; 4,65) voor.

## Titels
- Olympisch kampioene polsstokhoogspringen - 2016
- Wereldkampioene polsstokhoogspringen - 2017
- Europees kampioene polsstokhoogspringen - 2016, 2018
- Europees indoorkampioene polsstokhoogspringen - 2017
- Grieks kampioene polsstokhoogspringen - 2016
- NCAA-kampioene polsstokhoogspringen - 2012
- Wereldkampioene U18 polsstokhoogspringen - 2005

## Persoonlijke records
| Onderdeel                      | Hoogte      | Datum            | Plaats   |
| ------------------------------ | ----------- | ---------------- | -------- |
| polsstokhoogspringen (outdoor) | 4,91 m (NR) | 6 augustus 2017  | Londen   |
| polsstokhoogspringen (indoor)  | 4,90 m (NR) | 20 februari 2016 | New York |

## Palmares

### Polsstokhoogspringen
Kampioenschappen
- 2005:  WK U18 - 4,30 m
- 2007:  WK U18 - 4,25 m
- 2008:  WK U20 - 4,25 m
- 2010: 5e NCAA-indoorkamp. - 4,30 m
- 2011: 4e NCAA-kamp. - 4,25 m
- 2011:  NCAA-indoorkamp. - 4,30 m
- 2011:  NCAA-kamp. - 4,30 m
- 2011:  EK U23 - 4,45 m
- 2011:  Universiade - 4,45 m
- 2012:  NCAA-kamp. - 4,45 m
- 2012: NM finale EK (in kwal. 4,40 m)
- 2012: 14e in kwal. OS - 4,25 m
- 2013: 13e EK indoor - 4,36 m
- 2014:  EK - 4,60 m
- 2015:  EK indoor - 4,75 m
- 2015: 15e WK - 4,45 m
- 2016:  WK indoor - 4,80 m
- 2016:  Griekse kamp. - 4,80 m
- 2016:  EK - 4,81 m
- 2016:  OS - 4,85 m
- 2017:  EK indoor - 4,85 m
- 2017:  EK team - 4,70 m
- 2017:  WK - 4,91 m (NR)
- 2018:  EK - 4,85 m
- 2019: 4e EK indoor - 4,65 m
- 2021: 4e OS - 4,80 m
- 2022:  EK - 4,75 m
- 2023: 4e EK indoor - 4,60 m
- 2023: NM in kwal. WK
- 2024: 7e WK indoor - 4,55 m

Diamond League-overwinningen
- 2014: Birmingham Grand Prix - 4,57 m
- 2016: Meeting International Mohammed VI d'Athlétisme de Rabat - 4,75 m
- 2016: Golden Gala - 4,75 m
- 2016: Herculis - 4,81 m
- 2016:   Diamond League - 62 p

2000: Stacy Dragila ·
2004: Jelena Isinbajeva ·
2008: Jelena Isinbajeva ·
2012: Jennifer Suhr ·
2016: Ekaterini Stefanidi ·
2020: Katie Nageotte ·
2024: Nina Kennedy
1999 Stacy Dragila · 
2001 Stacy Dragila · 
2003 Svetlana Feofanova · 
2005 Jelena Isinbajeva ·
2007 Jelena Isinbajeva ·
2009 Anna Rogowska ·
2011 Fabiana Murer ·
2013 Jelena Isinbajeva ·
2015 Yarisley Silva ·
2017 Ekaterini Stefanidi ·
2019 Anzjelika Sidorova ·
2022 Katie Nageotte ·
2023 Nina Kennedy & Katie Moon